# Liste Lauterecker Persönlichkeiten
Die Liste Lauterecker Persönlichkeiten enthält bedeutende Persönlichkeiten mit Bezug zu Lauterecken, geordnet nach Personen, die in der Stadt geboren wurden, beziehungsweise in Lauterecken gewirkt haben. Die Liste erhebt keinen Anspruch auf Vollständigkeit.

## Söhne und Töchter der Stadt

### Bis 1800
- Ursula von Pfalz-Veldenz-Lützelstein (1572–1635), spätere Herzogin Ursula von Württemberg
- Anna Magdalene von Pfalz-Veldenz (1602–1630), Herzogin von Bernstadt
- Johann Friedrich von Pfalz-Veldenz (1604–1632), Pfalzgraf und schwedischer Offizier
- Karl Ludwig von Pfalz-Veldenz (1609–1631), Pfalzgraf und schwedischer Offizier
- Leopold Ludwig (Pfalz-Veldenz) (1625–1694), ab  1634 Pfalzgraf von Veldenz
- Anna Sophie von Pfalz-Veldenz (1650–1706), Nonne
- Gustav Philipp von Pfalz-Veldenz (1651–1679), Erbprinz der Grafschaft Veldenz
- Elisabeth Johanna von Pfalz-Veldenz (1653–1718), Pfalzgräfin von Veldenz
- Bernhard Joseph Schleiß (1731–1800), kurpfälzischer Hof- und Medizinalrat und Stadtphysikus

### 19. Jahrhundert
- Carl Theodor Barth (1805–1837), Jurist und demokratischer Publizist
- Leopold Dippel (1827–1914), Botaniker
- Karl Gebhart (1859–1921), Politiker (DVP)
- Oskar Henrich (1860–1948), bayerischer Kommerzienrat, Direktor der Steinwerke GmbH Lauterecken
- Max Hartmann (1876–1962), Biologe und Philosoph
- Albert Young (1877–1940), US-amerikanischer Boxer
- Ludwig Steinhauer (1885–1957), Präsident der Landwirtschaftskammer der Pfalz, Vorsitzender der Pfälzischen Bauern- und Winzerschaft, Ökonomierat und Politiker
- Cläre Weitzel (1889–1945), Schriftstellerin
- Emil Nesseler (1891–1952), Lehrer und Heimatforscher
- Theodor Henrich (1892–1976), Landrat des Kreises Kusel (1946–1948)

### 20. Jahrhundert
- Walter Weizel (1901–1982), Physiker und Politiker (SPD)
- Edwin Steinhauer (1916–1996), Landwirt und Politiker (CDU)
- Hein Bender (1920–1987), Maler, Zeichner und Kunstdozent
- Hans Otto Streuber (* 1949), Politiker (SPD)
- Michael Baumann (* 1956), Brigadegeneral und Vizepräsident des BND
- Kurt Wallat (* 1960), Archäologe
- Uwe Hartenberger (* 1968), Fußballspieler

## Personen, die in der Stadt gewirkt haben
- Wolfgang Eberhard II. von Dalberg (1679–1737), Mitglied der freiherrlichen Familie von Dalberg und Gründer der Linie Dalberg-Herrnsheim, war ab 1710 Oberamtmann vor Ort
- Bruno Eckhardt (1960–2019), Professor für Theoretische Physik an der Philipps-Universität Marburg, besuchte das Gymnasium Lauterecken
- Emil Fränger (1856–1941),  deutscher Verwaltungsjurist, war 1882 in Lauterecken Rechtsreferendar
- August Hannitz (1808–1883), Arzt und Bürgermeister, praktizierte zeitweise in der Stadt
- Xaver Jung (* 1962), Politiker (CDU) und Lehrer, unterrichtet seit 2018 am Veldenz Gymnasium Lauterecken
- Alfred Köhler (1883–1945), Staatsanwalt und Richter,  bekleidete zeitweilig die Stellung des Amtsanwalts in Lauterecken
- Emil Lind (1890–1966), evangelischer Pfarrer und Schriftsteller, war 1914/15 vor Ort Vikar
- Johannes Lohr (1875–1941), protestantischer Pfarrer im Dekanat Lauterecken
- Dominik Hieronim Radziwiłł (1786–1813), Adeliger, starb in Lauterecken
- Eugen Ludwig Rapp (1904–1977), evangelischer Theologe, Orientalist und Afrikanist, hatte vor Ort zeitweise das Stadtvikariat in
- Carl Scharpff (1806–nach 1858), war 1848 erster Ersatzkandidat für die Frankfurter Nationalversammlung
- Friedrich Schüler (1791–1873), war 1848/1849 als Abgeordneter für Lauterecken Mitglied der Frankfurter Nationalversammlung.
- Horst Schwab (1935–2017),  Maler, Bildhauer und Grafiker, hielt 1999 im Veldenz-Turm eine Einzelausstellung ab
- Sabine Vollstädt-Klein (* 1973), Mathematikerin, Turnierschachspielerin und Humanwissenschafterin